# Gesamtministerium Zschinsky
Das Gesamtministerium Zschinsky bildete vom 2. Mai 1849 bis 28. Oktober 1858 die von König Friedrich August II. und seinem Nachfolger Johann berufene Landesregierung des Königreiches Sachsen. Das antirevolutionäre Kabinett wurde parallel zum Dresdner Maiaufstand gebildet und konnte erst nach dessen Niederschlagung die Macht übernehmen. Als Ministerium der Reaktionsära widersetzte es sich den Forderungen der liberalen Landtagsmehrheit nach einer Parlamentarisierung der Monarchie und machte die liberale Wahlrechtsreform des Jahres 1848 rückgängig. Maßgebendes Kabinettsmitglied war neben dem Vorsitzenden Ferdinand von Zschinsky, Friedrich Ferdinand von Beust, der als Außen-, Innen- (ab 1852) und Kultusminister (bis 1853) amtierte. 
| Amt                                         | Name                                                                                            |
| ------------------------------------------- | ----------------------------------------------------------------------------------------------- |
| Vorsitzender des Gesamtministeriums, Justiz | Ferdinand von Zschinsky                                                                         |
| Inneres                                     | Richard von Friesen, 2. Mai 1849 – Oktober 1852 Friedrich Ferdinand von Beust, ab Oktober 1852  |
| Äußeres                                     | Friedrich Ferdinand von Beust                                                                   |
| Kultus und öffentlicher Unterricht          | Friedrich Ferdinand von Beust, 14. Mai 1849 – Mai 1853 Johann Paul von Falkenstein, ab Mai 1853 |
| Finanzen                                    | Johann Heinrich August Behr                                                                     |
| Krieg                                       | Bernhard von Rabenhorst                                                                         |